# Thập tam kinh
Thập tam kinh là bộ mười ba tác phẩm kinh điển được Nho học đề cao. Nho học vốn có 6 tác phẩm kinh điển, gọi là Lục kinh. Về sau Nhạc Kinh bị mất, nên đến đời Hán chỉ còn Ngũ Kinh. Thời Hậu Hán, Luận Ngữ và Hiếu Kinh được đem gộp vào thành bảy tác phẩm, gọi là Thất kinh. Sau đó, Lễ Kinh lại được tách thành ba tác phẩm về Lễ riêng biệt và Kinh Xuân Thu cũng được tách thành ba tác phẩm Xuân Thu riêng, thêm Nhĩ Nhã và Mạnh Tử thành mười ba tác phẩm.
Danh sách mười ba tác phẩm này là:
1. Kinh Dịch
2. Kinh Thư
3. Kinh Thi
4. Chu Lễ
5. Nghi Lễ
6. Kinh Lễ (bao gồm cả Đại Học và Trung Dung)
7. Xuân Thu Tả Thị Truyện
8. Xuân Thu Công Dương Truyện
9. Xuân Thu Cốc Lương Truyện
10. Luận Ngữ
11. Hiếu Kinh
12. Nhĩ Nhã
13. Mạnh Tử